# Corsavy
Corsavy (catalansk: Cortsaví) er en by og kommune i departementet Pyrénées-Orientales i Sydfrankrig.

## Geografi
Corsavy ligger 50 km sydvest for Perpignan. Nærmeste byer er mod sydøst Arles-sur-Tech (7 km) og mod syd Montferrer (8 km).

## Demografi

### Udvikling i folketal
| 1962                                                              | 1968 | 1975 | 1982 | 1990 | 1999 | 2007 | 2011 | 2017 |
| ----------------------------------------------------------------- | ---- | ---- | ---- | ---- | ---- | ---- | ---- | ---- |
| 346                                                               | 282  | 263  | 190  | 194  | 204  | 201  | 238  | 218  |
| Tal fra og med 1962 er uden dobbelttælling (sans doubles comptes) |      |      |      |      |      |      |      |      |